# Smerkata
Smerkata is een geslacht van vlinders uit de familie van de gevlamde vlinders (Endromidae). De wetenschappelijke naam van het geslacht werd voor het eerst geldig gepubliceerd in 2017 door Zolotuhin.

## Taxonomie
Smerkata Zolotuhin, 2007 is oorspronkelijk beschreven als ondergeslacht van Mustilia Walker, 1865 en is in 2015 opgewaardeerd naar geslacht.

## Soorten
- Smerkata brechlini Zolotuhin, 2007
- Smerkata craptalis Zolotuhin, 2007
- Smerkata fusca Kishida, 1993
- Smerkata phaeopera (Hampson, 1910)
- Smerkata soosi Zolotuhin, 2007
- Smerkata tzarica Zolotuhin, 2007
- Smerkata ulliae Zolotuhin, 2007
- Smerkata zolotuhini Saldaitis & Ivinskis, 2015